# Morti nel 1465
| Questa pagina contiene informazioni ricavate automaticamente dalle voci biografiche con l'ausilio del template Bio e di un bot. L'aggiornamento è periodico e automatico e ricostruisce completamente la pagina. Se manca una persona in questa lista, sei pregato di non aggiungerla, ma accertati piuttosto che la sua voce biografica contenga il template Bio e che i dati anagrafici siano correttamente compilati. Se il template Bio manca, inseriscilo tu stesso o, in alternativa, metti l'avviso {{tmp\|Bio}} che ne segnala la mancanza. Se i dati riportati sono sbagliati, correggi direttamente la voce biografica; le modifiche saranno visibili in questa lista entro pochi giorni. Per chiarimenti vedi il progetto biografie. La lista contiene solo le 38 persone che sono citate nell'enciclopedia e per le quali è stato implementato correttamente il template Bio. Pagina aggiornata al 10 feb 2025. |

- 5 gennaio - Carlo di Valois-Orléans, nobile francese (n. 1394)
- 8 gennaio - Simone Beccadelli di Bologna, arcivescovo cattolico e politico italiano (n. 1419)
- 13 gennaio - Elisabetta di Brandeburgo, principessa (n. 1425)
- 29 gennaio - Ludovico di Savoia, duca (n. 1413)
- 1º febbraio - Dénes Szécsi, cardinale e arcivescovo cattolico ungherese (n. 1400)
- 20 marzo - Maria Stuart, principessa scozzese (n. 1427)
- 22 marzo - Ludovico Scarampi Mezzarota, cardinale, condottiero e medico italiano (n. 1401)
- 30 marzo - Isabella di Chiaromonte, sovrana italiana (n. 1424)
- 26 aprile - Guglielmo Raimondo IV Moncada, nobile, politico e militare italiano
- 12 maggio - Tommaso Paleologo, bizantino (n. 1409)
- 15 maggio - Maddalena Albrici, religiosa italiana (n. 1390)
- 14 luglio - Jacopo Piccinino, condottiero italiano (n. 1423)
- 16 luglio - Pierre de Brézé, militare francese (n. 1412)
- 18 luglio - Gaetano da Thiene, filosofo, medico e religioso italiano (n. 1387)
- 27 luglio - Margherita di Brandeburgo, principessa (n. 1410)
- 23 agosto - Georg Hack von Themeswald, vescovo cattolico tedesco
- 4 settembre - Louis d'Albret, cardinale e vescovo cattolico francese (n. 1422)
- 7 settembre - Antonio da Bitonto, teologo e religioso italiano (n. 1385)
- 23 settembre - Matteo II di Alessandria, vescovo cristiano orientale egiziano
- 25 settembre - Isabella di Borbone, nobile francese (n. 1436)
- 20 novembre - Domenico Malatesta, condottiero italiano (n. 1418)
- 13 dicembre - Agnese del Maino, nobile italiana
- Abu Nasr Saʿd, sultano
- Abu Muhammad Abd al-Haqq II, sultano berbero (n. 1420)
- Apollonio di Giovanni, pittore e miniatore italiano
- Barbara di Sassonia-Wittenberg, nobile tedesca (n. 1405)
- Perrissona Gappit, agricoltrice svizzera
- Giovanni di Mastro Pedrino, pittore e storico italiano
- Isabella di Braganza, nobile
- Khalilullah I, sovrano azero
- Mallikarjuna Raya, indiano
- Gian Galeazzo II Manfredi, condottiero italiano (n. 1418)
- Joanot Martorell, scrittore spagnolo (n. 1410)
- Massimo di Lello di Cecco, mercante italiano
- Penelope Orsini, nobildonna italiana
- Galasso II Pio, politico italiano
- Sara Khatun, principessa azera (n. 1403)
- Jacopino da Tradate, scultore italiano